# Reka svetega Lovrenca
Reka svetega Lovrenca (angleško: Saint Lawrence River, francosko:  fleuve Saint-Laurent) je velika severnoameriška reka, ki izvira v Velikih jezerih in se v Zalivu svetega Lovrenca, zamejenim z Labradorjem oz. Novo Fundlandijo na severu in Novo Škotsko na jugu, izliva v Atlantski ocean.
Reka prečka kanadski provinci Quebec in Ontario ter predstavlja del meje med obema provincama, delno pa tudi mejo med provinco Ontario in zvezno državo ZDA New York.